# Шульгина Лідія Савівна
Лідія Савівна Шульгина, народжена Тартаковська (21 січня 1897, Київ — 28 квітня 1938) — українська дослідниця етнографії та керамології. Працювала в Кабінеті антропології та етнології ім. Ф. Вовка при ВУАН, завідувачка його Етнографічного музею (1927—1933). Репресована.

## Біографія
Народилася в сім'ї доктора медицини Сави Тартаковського. Мала брата Петра, відомого фізика. Навчалася в приватній київській жіночій гімназії Аделаїди Жекуліної, яку закінчила 1915 року.
Планувала поступати до Київських вищих жіночих курсів, але їх евакуювали до Саратова в зв'язку з Першою світовою війною. Через це поступила до Московських вищих жіночих курсів. Утім 1917 року повернулася до Києва та восени одружилася з Володимиром Шульгиним, а також перевелася на Київські курси, які вже повернулися до міста. З Шульгиним прожили на квартирі його батьків недовго — вже в січні 1918 року він загинув у бою під Крутами. На пропозицію брата чоловіка Олександра Лідія виїхала з ним улітку того ж року до Болгарії, де той працював у посольстві Української Держави. Після падіння режиму Скоропадського, Олександр Шульгин подався до Парижа, проте Лідія повернулася до Києва.
У Києві протягом 1919—1921 років навчалася в Географічному інституті. З 1921 до 1933 року працювала в Кабінеті антропології та етнології ім. Ф. Вовка при ВУАН, куди її початково запросив Олександр Алешо. 1928 року закінчила Ленінградський університет.
У 1933 році була заарештована вперше, проте за два місяці звільнена. Заарештована вдруге в березні 1938, засуджена до розстрілу.

## Наукова діяльність
У 1926 та 1928 роках проводила експедиції для дослідження гончарської техніки в селі Бубнівка. Також дослідила освітлювальні прилади селян цього поселення. Вивчала ткацькі верстати в селі Мартиновичі. Описала прилади для добування воску на Поліссі та Волині. Дослідила етнографічні особливості бджільництва в селі Старосілля. Розробила методичні програми дослідження окремих аспектів народного побуту: бджільництва, народного календарю, фізичного виховання немовлят, засобів перенесення. Також описала програму дослідження національних меншостей. У 1930 році розробила анкету-запитальник для оцінки роботи Музею антропології та етнології. Як завідувачка Етнографічного музею проводила роботу зі збирання та дослідження музейних колекцій.

## Наукові праці
- Л. Шульгина, передм. А. Онищук. Пасічництво (Програма до збирання матеріалів); Українська академія наук. — Київ: З друк. Укр. акад. наук, 1925. — IV, 70 c. — (Збірник історично-філологічного відділу ; № 23, вип. 1).
- Шульгіна Л. В справі дослідження національних меншостей // Побут. — 1928. — № 1. — Ч. 1. — С. 7–8
- Шульгіна Л. Гончарство в с. Бубнівці на Поділлі // Матеріяли до етнології. — К. : Всеукраїнська академія наук, 1929. — Т. 2. — С. 111—200
- Шульгина Л. Прилади для освітлення в с. Бубнівці на Поділлі // Матеріяли до етнології. — Київ, 1929. — Вип. ІІ. — С. 52—65.
- Шульгина Л. Ткацькі верстати в с. Мартиновичі на Київщині (матеріали до історії ткацтва) // Матеріали до етнології / Всеукраїнська академія наук. Музей антропології та етнології ім. Хв. Вовка. — Київ 1929. — Вип. ІІ. — С. 69–88
- Шульгина Л. Бджільництво в с. Старосілля на Чернігівщині // Матеріали до етнології. — Київ, 1931. — Ч. 3. — С. 7—69.